# Bediltahirbey, Akyazı
Bediltahirbey là một xã thuộc quận Akyazı, tỉnh Sakarya, Thổ Nhĩ Kỳ. Dân số thời điểm năm 2008 là 284 người.